# Shinkansen Seria E7
Shinkasen seria 7 este o serie de trenuri din Japonia, în funcțiune de la 15 martie 2014.